# ジャン・ワイセンバッハ
ジャン・ワイセンバッハ（Jean Weissenbach, 1946年2月13日 - ）は、フランスストラスブール出身の遺伝学者。
1987年から国立科学研究センターの幹部となり、1997年から同国のDNAシークエンス研究機関「Genoscope」所長となった。ゲノム解析の第一人者であり、最初の高解像度ヒトゲノム遺伝子地図を完成させた。このツールによって遺伝性疾患に関係する多くの遺伝子が発見され、それらの疾患に対する早期診断の道を開いた。

## 受賞歴
- アストゥリアス皇太子賞（2001年）
- ガードナー国際賞（2002年）
- CNRS Gold medal（2008年）